# Труб
Труб (нем. Trub) — коммуна в Швейцарии, в кантоне Берн. 
Входит в состав округа Зигнау. Население составляет 1493 человека (на 31 декабря 2006 года). Официальный код — 0908.

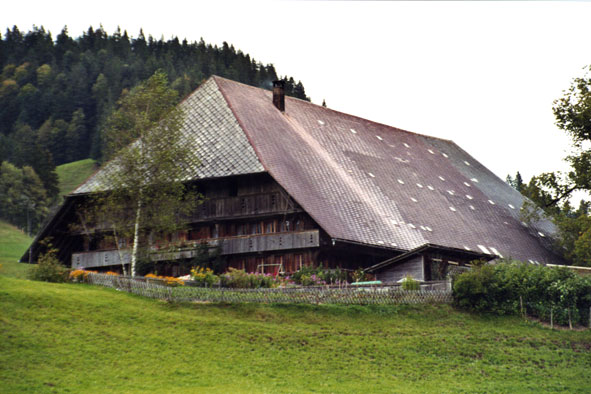
Труб